# Pielęgnica miodowa
Pielęgnica miodowa (Herotilapia multispinosa) – gatunek słodkowodnej ryby z rodziny pielęgnicowatych (Cichlidae); jedyny przedstawiciel rodzaju Herotilapia. Hodowana w akwariach.

## Pozycja systematyczna
Pielęgnica miodowa już dawniej była zaliczana do monotypowego rodzaju Herotilapia, jednak po badaniach Juana Schmittera-Soto z 2007 roku została przeniesiona do rodzaju Archocentrus. Nowsze badania Oldricha Ricana z 2008 roku stwierdzają, że gatunek ten jest filogenetycznie bliższy pielęgnicy niebieskołuskiej i niektórym gatunkom z rodzaju Amphilophus niż pozostałym gatunkom z rodzaju Archocentrus, wobec czego wskazane jest przywrócenie wcześniejszego zakwalifikowania pielęgnicy miodowej do rodzaju Herotilapia.

## Występowanie
Pielęgnica miodowa zamieszkuje wody płynące i jeziorka w Ameryce Centralnej, zarówno w zlewisku Atlantyku jak i Pacyfiku, od Hondurasu i Nikaragui do Kostaryki. Spotykana jest w jeziorze Managua. Do polskich hodowli akwarystycznych została wprowadzona w 1975 roku. Pielęgnica miodowa preferuje wody o temperaturze 21–36 °C, ph 7,0–8,0 oraz twardość wody 9–20 dH.

## Opis
Pielęgnica miodowa jest rybą o długości od 10 do 15, maksymalnie 17 cm. W ubarwieniu dominuje kolor żółty, zmienny w zależności od nastroju. Charakterystyczny czarny pas ciągnie się wzdłuż ciała ryby od oka do nasady ogona. Podczas godów i w okresie opieki nad narybkiem pielęgnice miodowe mogą przybrać kolor czarny, z żółtym zabarwieniem jedynie w części grzbietowej. Pielęgnice miodowe mają mały otwór gębowy z wydatnymi wargami, wyposażony w wiele rzędów niskich, trójgraniastych zębów.
Dymorfizm płciowy nie jest zbyt wyraźny, z reguły samica jest nieco mniejsza i ma większy brzuch, zaś większy samiec ma bardziej wydłużone i szpiczaste płetwy grzbietową i odbytową. U dorosłych samców występuje garb tłuszczowy na czole.
W warunkach naturalnych głównym pożywieniem pielęgnic miodowych są glony, przekopują też muliste dno w poszukiwaniu drobnych bezkręgowców.

## Hodowla
Pielęgnica miodowa należy do spokojniejszych ryb pielęgnicowatych, może być hodowana w akwarium wielogatunkowym. Jest gatunkiem terytorialnym, preferuje miejsca bogate w kryjówki i obsadzone roślinami, konieczne są też płaskie kamienie lub trwałe dekoracje. Najczęściej przebywa w środkowej i przydennej części akwarium. Ryby w hodowli przyjmują pokarm żywy i sztuczny, z koniecznym dodatkiem składników pochodzenia roślinnego.
Do rozmnażania pielęgnice miodowe dobierają się w pary, optymalna temperatura wynosi 25–28 °C. Ikra składana jest na wybrany i przygotowany kamień lub twardy element dekoracji akwarium, w liczbie od 100 do 1000 sztuk. Czas wylęgu narybku wynosi, według różnych źródeł od 24–26 godzin do dwóch lub trzech dni. Oboje rodzice opiekują się zarówno ikrą jak i narybkiem. Jako schronienie dla narybku wykorzystywany jest wykopany wcześniej dołek w podłożu lub pływające rośliny. W przypadku podenerwowania, np. przez inne ryby lub osoby przebywające w pobliżu akwarium rodzice mogą zjadać ikrę i narybek.